# Ceriana travassosi
Ceriana travassosi är en tvåvingeart som först beskrevs av Lane och Carrera 1943.  Ceriana travassosi ingår i släktet griffelblomflugor, och familjen blomflugor. Inga underarter finns listade i Catalogue of Life.